# Александър Литовченко
Александър Дмитриевич Лито̀вченко (на украински: Олександр Дмитрович Литовченко; на руски: Александр Дмитриевич Лито̀вченко) е украински и руски художник, майстор на исторически и религиозни картини, портретист, передвижник, академик в Императорската художествена академия, привърженик на Московската историческа школа.

## Биография
Александър Литовченко е роден на 26 март/7 април 1835 г. в село Рубльово, Полтавска губерния, в бедно семейство. Селото е украинско, но по онова време е включено в територията на Руската империя. Баща му преподава рисуване и чертане в областното училище и е първият учител по рисуване на малкия Александър. По други данни бащата е ратай, а момчето не получава никакво образование. Още от детските си години се справя много добре с рисуването и живописта. През 1855 г. влечението към изкуството завежда младежа в Санкт Петербург, където постъпва в Императорската художествена академия. Учи при ректора на академията Фьодор Бруни и я завършва през 1863. Поради липса на материална поддръжка учи и работи едновременно като ретушира снимки.
По време на следването си, за рисунки и етюди, получава 4 сребърни медала – 2 малки (1855, 1857) и 2 големи (1857, 1858). През 1861 г. получава малък златен медал за картината „Харон превозва душите на умрелите през река Стикс“, изработена по академичната програма. През 1862 получава парична премия за един ескиз. Александър участва в два конкурса за голям златен медал – през 1860 с платното „Олимпийски игри“ и две години по-късно – с първата картина от цикъла си „Бунтът на стрелците“. Не успява да спечели наградата и се отказва да се състезава повече за нея.
През 1863 г. „Групата на 14-те“, випускници на Академията, които са допуснати до конкурса за голям златен медал, се разбунтува. Заради нежеланата тема и промяната в правилата на конкурса учениците отказват да се състезават за тази награда и напускат Академията. Литовченко е част от групата, участва в бунта и завършва Академията със звание класен художник ІІ степен. Заради този протест всички участници са лишени от правото на задгранична специализация и правото да получат званието професор. Художникът става един от основателите на Артела на художниците, а след разпада му, през 1878 г. е един от първите членове на организацията на Передвижниците.
Литовченко умира на 16/28 юни 1890 г. в Санкт Петербург, където е и погребан. Произведенията му са изложени в много украински и руски музеи – в Днепропетровск, Харков, Киев, Петербург, Москва и други.

## Творчество
През 19 век руското изкуство се развива в два водещи стила – академизъм и реализъм. Академизмът е застъпен в обучението и изискванията на Императорската художествена академия, а реализмът се проявява най-ярко при передвижниците. От друга страна, още от 17 век, увлечението по историята и бита в страната създават т.нар. Руски стил, който повлиява върху развитието на живописта, архитектурата и графиката. Като част от този руски стил украинецът Антон Лосенко развива Московската историческа школа, ревностен привърженик на която става Литовченко, който, в процеса на развитието си, рисува първо в академичен, а после и в реалистичен стил.

### Историческа живопис
Историческата живопис е една от най-сложните, тъй като изисква прекрасно познаване на епохата, отразявана в създаваната картината, за която цел Литовченко проучва поредица от исторически материали и документи и отделя много време за изучаване на бита, поведението, облеклото, оръжията и предметите от съответното време. За тази цел често посещава Оръжейната палата и запълва скицника си с рисунки на руски старинни предмети. Даже Владимир Стасов го упреква, че в историческите си платна обръща главно внимение не на конфликта, а на описанието на обстановката, дрехите и други исторически детайли. Руският писател на исторически романи Пьотър Полевой пише, че Литовченко носи в себе си огромно желание за нови знания за руската история, чете много по темата и често се съветва с него.
Художникът често включва в историческите си картини натюрморта, за да характеризира по-ярко атмосферата на сюжета. Например в картината „Иван Грозни показва съкровищата си на английския дипломат Горсей“ рисува брокатени тъкани, украсени със скъпоценни камъни оръжия, златни и сребърни предмети. Благодарение на този подход картините на Литовченко придобиват пищност и тържественост, а яркият колорит създава повишено настроение. Тъкмо затова художникът влиза в историята на руската живопис и с разнообразието на палитрата си.
В началото на 1870-те Литовченко създава платното „Цар Пьотър и царевич Йоан показват стрелците на майка си“ (1862). За картината „Тамара“ (1863), експонирана през същата година на академичната изложба, получава официална благодарност от академичния съвет. През 1868 г. рисува картината „Соколар“, етюд на мъжка фигура в костюм от 17 век и сокол, кацнал на ръката му. От нея прави и офорт. За това произведение, през същата година, получава така мечтания златен медал и званието академик. Художникът започва да се появява често с творбите си първо на академичните изложби, а от 1878 г. – и на тези на передвижниците, чийто активен член остава до края на живота си.
Литовченко се стреми да получи и професорска степен, за което започва работа над нова, голяма картина. През 1870 г. Академията му предоставя ателие, в което той, в продължение на 4 години, работи над платното „Иван Грозни показва съкровищата си на английския дипломат Горсей“ (1875). Но произведението, педставено пред съвета на Академията за получаване на желаното звание, е окачествено като неудовлетворително в исторически и особено в археологичен план и отхвърлено. Художникът не се съгласява с оценката, влиза в конфликт със съвета, напуска академията и не контактува с нейните членове до самата си смърт. Днес тази творба е изложена в Държавния руски музей в Санкт Петербург.
Известният меценат и колекционер Павел Третяков нарича Литовченко „чужд елемент“ в изкуството на передвижниците, но 10 години по-късно започва да купува негови картини със сюжети от руската история. Днес в Третяковската галерия се намират и рисунките „Рождество Христово“, „Два етюда на един лист“, „Пътуване на патриарха през зимата“ и други. Голяма колекция от негови произведения се пазят при наследниците на Вячеслав Шварц, руски живописец, основоположник на историко-битовия жанр в руската живопис. Известни картини на Литовченко са „Слънчева пътека в гората“ (1874), „Залогът е загубен“ (1880), „Ледоход в Петербург“ („Ледоход по Нева“)(1881), „Болярката Морозова“ (1885), „Болярка“ (1890) и други.
Украинският историк и изкуствовед Е. Онацки пише за Литовченко като за един от водещите художници в Московската историческа школа. Освен маслените платна и графики художникът създава 136 етюди, ескизи и наброски, показани посмъртно през 1892 г. на ХХ изложба на передвижниците.

### Най-известни творби
На голямото платно „Цар Алексей Михайлович и новгородският архиепископ Никон при гроба на свети чудотворец Филип, московски митрополит“ (1886) е изобразен епизод от интронизацията на Новгородския митрополит Никон през 1652 г. на патриаршеския престол. Представена е тържествена сцена в Успенския събор, където младият цар Алексей Михайлович Романов, в празнични дрехи и шапката на Мономах, е коленичил пред мощите на митрополит Филип, а до него е застанал Никон Московски в патриаршеска мантия. За образа на Никон позира известният художествен критик Владимир Стасов. Работейки над картината художникът специално изучава архитектурата и стенописите на събора и колекциите в Оръжейната палата. Картината е закупена от Павел Третяков. През 2009 г. е реставрирана и изложена в Третяковската галерия
През 1889 Литовченко създава голямата картина „Италианският пратеник Калвучи рисува любимите соколи на цар Алексей Михайлович“, в която отново акцентира върху историчското време. Рисува по записките от 1661 г. на австрийския барон Августин Майерберг, който придружава Хораций Клавучи в пътешествието му. Записките са издадени в Москва през 1874 и Литовченко ги научава буквално наизуст. Използва огромен работен материал, върху който се труди с дни, запълвайки албума си с рисунки на старинни предмети, за да предаде максимално достоверно и реалистично разкошния интериор на царския палат. Картината не е пощадена от критиката, която я счита за слаба в композиционно отношение. Днес тази критика не се приема. Според днешните критерии многофигурната (от 10 фигури) композиция е професионално построена и напълно отговаря на замисъла на художника. Ясно е определен смисловият ѝ център, в който, на преден план, е разположена фигурата на рисуващия. От своето създаване платното се пази в Императорската художествена академия, през 1898 г. е предадено на Държавния руски музей в Петербург, а през 1932 г. – на Харковския художествен музей, където се намира.

### Портретист
Литовченко е познат на публиката и като портретист – „Портрет на господин Зеленов и госпожа N“ (1869), портретите на акварелиста и архитект Модест Дурнов (1874), генерал-майор Степан Андреевски (1878), историка Владимир Веляминов-Зернов (1878), художника Вячеслав Шварц (1870), на брат му Евгений Шварц (1874), „Офелия“ (1878) и други. Произведенията му, рисувани с черен молив, са представени на Световното изложение в Париж през 1867 г. – „Дамски портрет“ (1867) и „Глава на рицар“ (1867), заедно със „Соколар“.

### Религиозна живопис
Голям успех на академичните изложби и трета и втора парична премия му донасят двете платна с религиозен сюжет „Целувката на Юда“ и „Бог укротява възмущението на израилтяни от Мойсей“, рисувани през 1862 – 1863 г. След години създава и „Христос в Гетсиманската градина“ (1882), също на религиозна тема.
От религиозната му живопис заслужават внимание образите, рисувани за църквата „Свети Николай“ на военното гробище в Севастопол и 7 стенописа в московския храм „Христос Спасител“.
- Вячеслав Шварц (1870)
- Евгений Шварц (1874)
- Шут (1875)
- Слънчева пътека в гората (1874)
- Ледоход в Петербург (Ледоход по Нева)(1881)
- Болярката Морозова (1885)

- Детайли от „Иван Грозни показва съкровищата си на английския дипломат Горсей“